# Équipe du Kazakhstan de cyclisme sur route

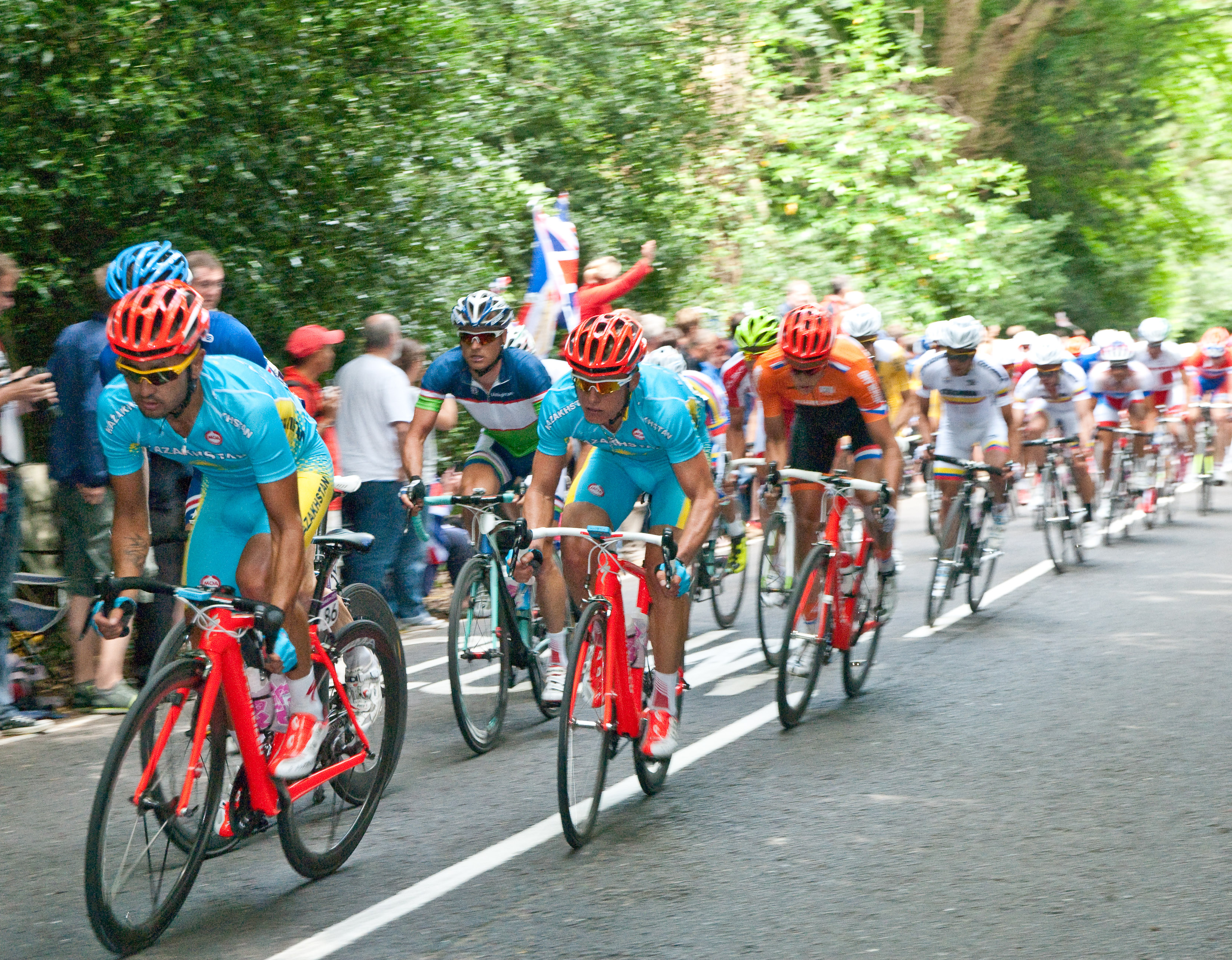
L'équipe kazakhe à la course en ligne aux Jeux olympiques d'été de 2012 - Alexandre Vinokourov remporte la course

L'équipe du Kazakhstan de cyclisme sur route, sélection de cyclistes kazakhs, participe aux championnats asiatiques, du monde et aux Jeux olympiques. Une sélection nationale kazakhe a participé au Tour de l'Ain.

## Palmarès

### Jeux Olympiques
- 2012 : Alexandre Vinokourov  (course en ligne)

### Jeux asiatiques
- 2018 : Alexey Lutsenko (course en ligne et contre-la-montre)

### Championnats du monde
pas de victoire en catégorie élite

### Championnats d'Asie

#### Course en ligne
5 victoires masculines :
- 1999 : Sergueï Yakovlev
- 2009 : Dimitri Fofonov
- 2014 : Ruslan Tleubayev
- 2019 : Yevgeniy Gidich
- 2022 : Igor Chzhan

#### Contre-la-montre individuel
| 10 victoires masculines : - 1995, 1999, 2006 et 2010 : Andrey Mizourov - 2004 : Assan Bazayev - 2009 : Alexandre Vinokourov - 2014 et 2017 : Dmitriy Gruzdev - 2019 : Daniil Fominykh - 2022 : Yevgeniy Fedorov | 1 victoire féminine : - 2022 : Rinata Sultanova |

#### Contre-la-montre par équipes nationales
L'équipe masculine a remporté le contre-la-montre par équipe en 2017, 2019 et 2022.

### Courses à étapes
| Date            | Course                              | Pays   | Classe | Vainqueur          |
| --------------- | ----------------------------------- | ------ | ------ | ------------------ |
| 23 juillet 2004 | 7e étape du Tour du lac Qinghai     | Chine  | 2.3    | Andrey Mizourov    |
| 16 février 2005 | Prologue du Tour d'Égypte           | Égypte | 2.2    | Serguei Lavrenenko |
| 24 février 2005 | Classement général du Tour d'Égypte | Égypte | 2.2    | Sergueï Tretyakov  |